# Francisco de Borja (Jesuit)

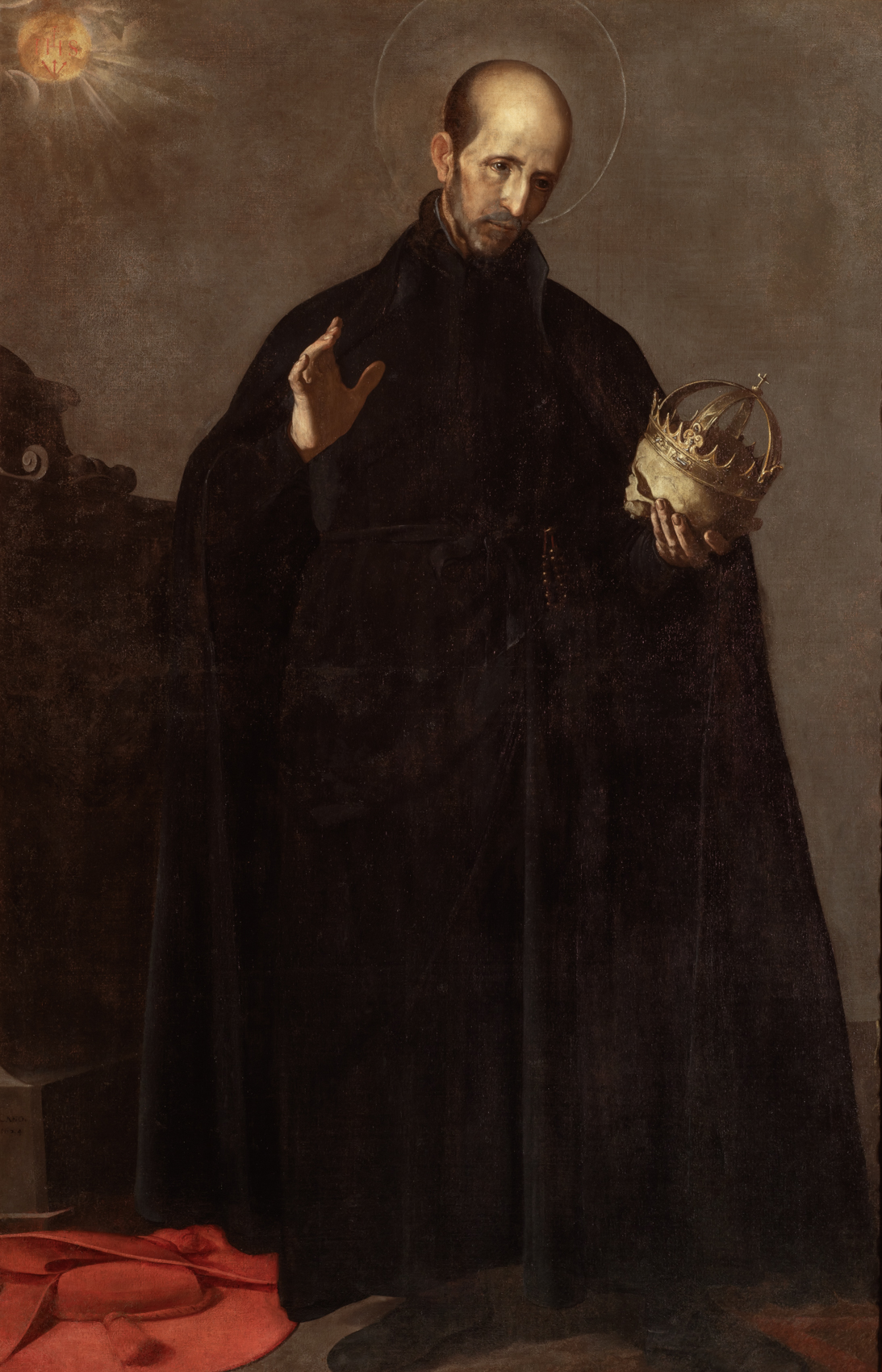
Francisco de Borja; Gemälde Alonso Canos aus dem Jahr 1624.

Francesc de Borja (valencianisch), Francisco de Borja (spanisch) oder Francesco Borgia (italienisch) (deutsch Franz von Borja; * 28. Oktober 1510 in Gandia, Königreich Valencia; † 30. September/1. Oktober 1572 in Rom) war der dritte General der Jesuiten. Er ist ein Heiliger der römisch-katholischen Kirche.

## Leben
Francisco de Borja stammt aus der Familie Borgia. Er war der Sohn von Juan de Borja, 3. Herzog von Gandía, Sohn von Juan Borgia und Maria Enríquez i de Luna, und seiner ersten Frau Juana de Aragón y Gurrea (1492–1520), Tochter von Alonso de Aragón, Erzbischof von Saragossa und Valencia, und Ana de Gurrea, señora de Argabieso. Er war somit ein Urenkel des Papstes Alexander VI. (väterlicherseits) und des Königs Ferdinand II. von Aragón (mütterlicherseits).
De Borja wurde bei Juan de Aragón erzogen, dem Bruder seiner Mutter und Erzbischof von Saragossa. 1528 ging er an den Hof Kaiser Karls V., um in dessen Dienste zu treten. Im Alter von 19 Jahren heiratete er im Sommer 1529 Leonor de Castro Mello y Meneses (portugiesisch Leonor de Castro Melo e Menezes). Die Tochter von Isabel de Melo Barreto e Menezes und Álvaro de Castro war 1526 als Hofdame mit Isabella von Portugal, der Ehefrau Kaiser Karls V., nach Spanien gekommen.
Nach dem Tod seines Vaters 1543 folgte ihm de Borja als 4. Herzog von Gandía in der Erbfolge. Als drei Jahre später seine Ehefrau Leonor starb, verzichtete er auf alle weltlichen Titel zugunsten seines ältesten Sohnes Carlos de Borja y Castro (1530–1592) und trat heimlich in die Societas Jesu ein. 1551 empfing er die Priesterweihe. Sein Beispiel machte Schule, und in der Folge traten viele junge, reiche Adlige in den Orden ein.
In den Jahren 1554 bis 1561 wirkte de Borja als Provinzial für Spanien. Als am 19. Januar 1565 der zweite General des Ordens, Diego Laínez starb, berief die Generalkongregation Francisco de Borja am 2. Juli 1565 zum dritten General des Ordens.
De Borja sah seine Aufgabe vor allem in der Förderung des Ordens in Mittel- und Südamerika. Er legte im Orden Wert auf straffere zentrale Leitung und Beachtung der Regeln hinsichtlich der Ausbildung der Jesuiten, der Ämter und des Ordenslebens; bei den Gebetszeiten ging er sogar über das in den Ordenskonstitutionen festgelegte Maß hinaus. Er galt als vorbildlich hinsichtlich seines Gebetsgeistes und seiner Bußstrenge. Tatkräftig förderte er die jesuitischen Missionen. Dabei wies er die Missionare an, nicht möglichst schnell und möglichst viel zu taufen, sondern die Taufbewerber als Katechumenen sorgfältig auf die Taufe vorzubereiten. Man solle nicht mehr Taufbewerber taufen, als man im christlichen Glauben erhalten könne.
Im Alter von 61 Jahren starb Francisco de Borja am 1. Oktober 1572 in Rom. Sein Nachfolger wurde Everard Mercurian. 1624 wurde Francisco de Borja durch Papst Gregor XV. selig und im Jahre 1671 durch Papst Klemens X. heiliggesprochen. Er ist der Schutzpatron von Gandía und gilt als Schutzpatron gegen Erdbeben. Sein Gedenktag ist der 10. Oktober.
Calderón de la Barca thematisiert in seinem Schauspiel El gran duque de Gandia das Leben Francisco de Borjas.

## Nachkommen

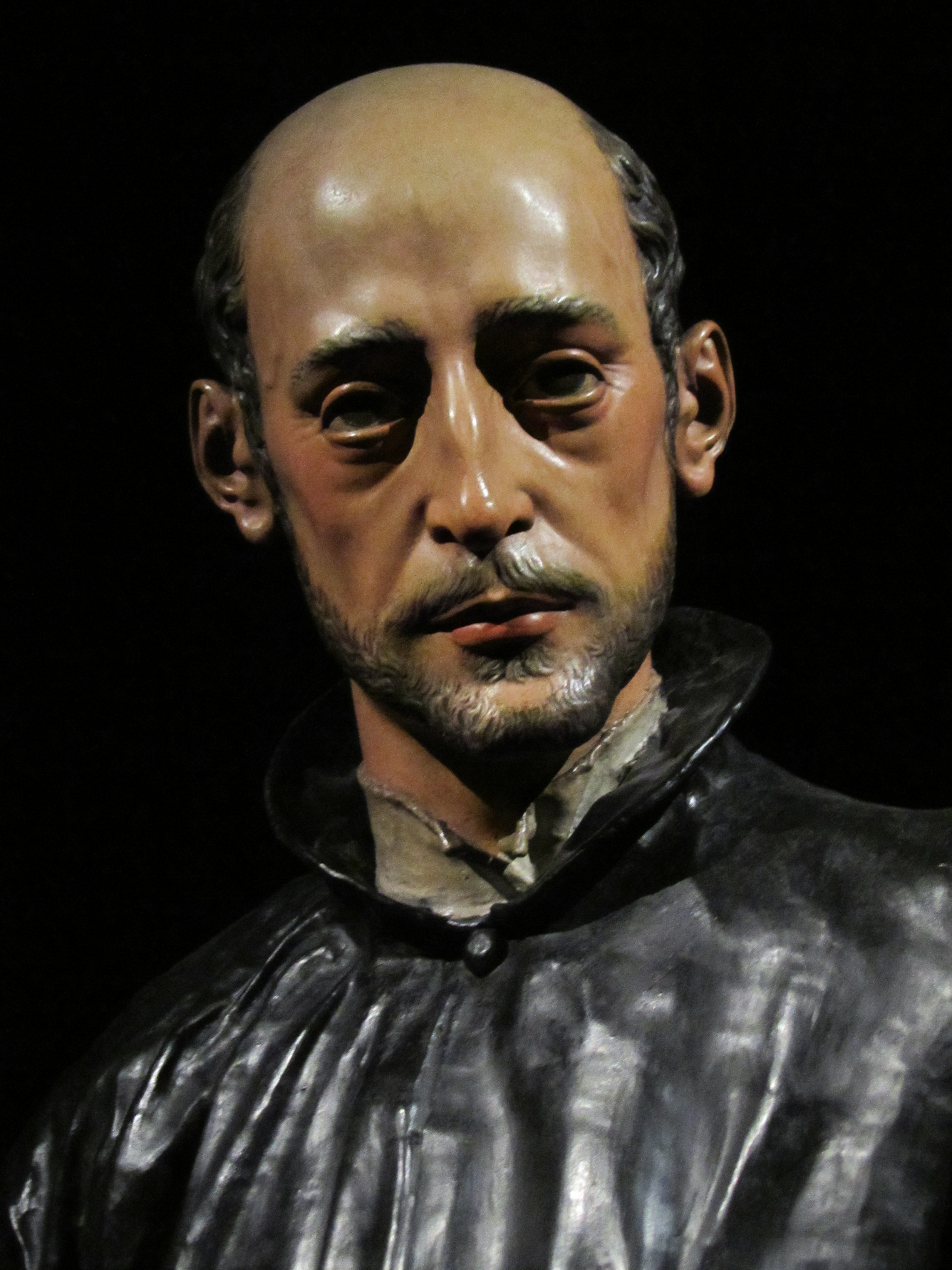
Francisco de Borja. Juan Martínez Montañés

- Carlos de Borja y Castro (1530–16. Juni 1592), 5. Herzog von Gandía.[5][6] Er war seit dem 2. November 1548 verheiratet mit Magdalena de Centellas y Folch de Cardona, 5. Condesa de Oliva. Sein Sohn und Nachfolger als Herzog von Gandía war sein ältester Sohn Francisco II Tomas de Borja y Centellas, 6. Herzog von Gandía.[7]
- Isabel de Borja y Castro (1532–1566), verheiratet seit dem 25. Oktober 1548 mit Francisco Gómez de Sandoval Rojas a Zuniga, 4. Marques de Denia, 3. Graf von Lerma.[7]
- Juan de Borja y Castro (1533–3. September 1606), Graf von Mayalde und von Ficalho, reiste als Diplomat nach Portugal und Deutschland. Er war Vizekönig von Portugal. Er war in erster Ehe seit dem 7. Juli 1552 mit Lorenza de Onaz y Loyola (gestorben am 14. September 1575), Tochter von Beltran III de Onaz y Loyola, und in zweiter Ehe seit dem 8. September 1576 mit Francisca de Aragon y Barreto (gestorben am 19. Oktober 1615), Tochter von Nuno II Rodriguez-Barreto verheiratet.[7]
- Alvaro de Borja y Castro (1534/35–1580), Marques de Aranices, war seit dem 6. Mai 1564 mit Elvira Enriquez de Almansa y Borja, 5. Marquesa de Alcanices (1551–1596), verheiratet.[7]
- Juana de de Borja y Aragón (1535/36–13. September 1575), verheiratet seit dem 20. April 1550 mit Juan Enríquez de Almansa y de Rojas, 4. marqués de Alcañices.[7]
- Fernando de Borja y Castro (1537–7. September 1587).[7]
- Dorotea de Borja y Aragón (25. März 1538–25. März 1552), Nonne im Kloster Santa Clara in Gandia.[7]
- Alfonso de Borja y Castro (1539–17. März 1593), verheiratet seit 29. September 1567 mit Eleonor de Noroña.[7]